# グルー・バンクロフト基金
公益財団法人グルー・バンクロフト基金は、日本の高校卒業者を対象とした米国大学留学奨学金制度を運営している公益法人である。
「学術優秀、品行方正、身体強健である日本青年に対し、必要な費用を支給しアメリカ合衆国に留学させ、もって社会有用の人材を育成するとともに、あわせて日米文化の交流をはかり、日米両国間の親善関係を増進すること」を目的としている。

## 歴史

### グルー基金
日米開戦時の駐日アメリカ合衆国大使ジョセフ・クラーク・グルー（en:Joseph Clark Grew）の日記の一部が、1944年 春、”Ten Years in Japan”としてアメリカで刊行され、好評を博した。邦訳は1948年10月毎日新聞社から刊行された（石川欣一訳『滞日十年』（上下2巻））。訳書の反響も大きく、１年半で75,000部売れた。それを知らされて喜んだグルーは、『滞日十年』の自分の印税を全て、日米親善に役立つ教育・慈善施設に寄付したいと、旧友の樺山愛輔に申し出た。1949年7月15日のことだった。印税として500万円が見込まれていた。
　グルーが寄付の対象として考えていたのは、国際基督教大学（グルーはアメリカ側の募金委員長であった）、バンクロフト奨学基金（1928年、故エドガー・A・バンクロフト駐日大使を記念して設立された留学基金、当時の理事長は樺山愛輔）、エリザベス・サンダース・ホーム（米占領軍人と日本人女性を親とする混血児のための施設）、その他であった。
　樺山は1865年、鹿児島の旧藩士の家に生まれ、15歳の時アメリカに留学した。ウェズレヤン大学で学んだが、指導教授の死にあって、アマースト大学に転じ、優秀な成績を挙げて卒業した。帰国後、父樺山資紀（海軍大臣、内務大臣、文部大臣を歴任）の秘書を務め、政界の裏面に通じるようになった。中年になって実業界に身を投じて、幾多の重要な役割を果たし、60歳で貴族院議員に選ばれた。1924年に日米協会（1917年（大正６年）激動する国際情勢の中、日米両国の有識者たちによって創立された日本で最も歴史と伝統のある日米民間交流団体）の副会長、1940年会長に就任した。
　樺山はグルーから寄付の申し出を受けて、奔走した。日米協会の２人の副会長に相談し、グルーの大使時代の部下でアメリカ外交団の一員として占領下の日本に戻っていた者に意見を求めた。1949年8月22日、樺山はグルーへの返信で、元金には手をつけず、「財団法人グルー基金」の設立を提案した。
　基金設立の提案に接したグルーは、「考えもしなかったことだが、大変良いアイデアだ」と賛成した。とりわけグルーを喜ばせたのは、日米協会が中心となって、基金設立のため、『滞日十年』の印税の十倍、5,000万円を目指して大々的に募金運動に乗り出すという便りであった。グルーは、基金の設立・運営について樺山に一任すると述べ、全幅の信頼を寄せたのである。
　樺山は、前田多門（元文部大臣）、鈴木文史朗（参議院議員）等５名を発起人に依頼し、寄付行為について起草し、松本烝治博士（国務相）の厳密な校閲を経たのち、グルーの承認を得た。1950年２月28日、樺山は日本工業倶楽部で役員会を開き、理事・監事・評議員を委嘱した。役員には、上記の他に、野村吉三郎（元駐米大使）、堀内謙介（元駐米大使）、松方三郎（共同通信社専務理事）、高木八尺（東京大学教授）、矢代幸雄（美術史家）、古垣鉄郎（NHK会長）、松本重治（国際ジャーナリスト）、石坂泰三（東芝社長）、石川一郎（経団連会長）など、各界の錚々たる指導者が名を連ねていた。
　6月16日、グルー基金の理事と評議員が最初の会合を開き、基金の「主たる目標」が発表された。
1. 有望な若い日本の学生—少年少女—をアメリカに送り、アメリカの大学で勉強させること。と同時に、アメリカの学生を日本の大学で学ばせるべく招待すること。
2. アメリカと日本の文化や制度を研究するため助成金を与えること。
3. 日米両国の有能な学者や高位の公職者の交流を促進するため助成金を与えること。
4. グルー基金の寄贈者[グルー夫妻]が望ましいと認めるような慈善および教育団体に寄付すること。

　樺山は若き日の自分の体験に徹して「十代の男女青年に、アメリカの大学4年間を通ずる教育を受けさせることの必要を痛感」して、そのプランを着々と具体化していった。留学先としての彼の念頭にあったのは、自分の母校アマーストやウェズレヤンのような小規模でレベルの高い「リベラル・アーツ・カレッジ」であった。（『樺山愛輔翁』、85頁）
　6月17日、理事と評議員の会合で、5,000万円の募金活動を開始するための企画委員会が組織された。その後、樺山理事長が吉田茂総理大臣（兼外相）に会って相談したところ、「外務大臣としての立場でお茶の会を催す」申し出がなされた。
　1950年11月29日、首相官邸でお茶の会が開かれ、約300人集まった。12月2日、理事・評議員会で一万田尚登日本銀行総裁が募金委員長に選ばれ、吉田首相とウィリアム・ジョセフ・シーボルドGHQ政治顧問が基金の「名誉顧問」に任ぜられた。
　1951年3月下旬から募金活動が開始された。当時、財界は金融逼迫の状態にあったが、一万田委員長の強力なリーダーシップにより、わずか半年にして目標額を突破し、6,800万円という当時としては巨額の浄財が寄せられた。
　募金活動を成功に導くうえで、グルー基金理事長としての樺山の尽瘁はとりわけ重要であった。老体にもかかわらず、大磯自宅から東京まで通い、会社巡りをするたびに、相当額のまとまった寄付が集まったが、それは樺山の人徳と熱意を示すものであった。
　日本全国の高等学校卒業生の中から４名の第１回の留学生が選ばれ、1953年8月21日、横浜からスラバヤ丸で出発した。88歳の樺山翁は大磯で静養中であったにもかかわらず、「付き添いをつけて、親しく見送って激励された」。樺山翁は1953年10月21日、享年88歳で他界した。（「グルー基金十年の歩み」）
　2006年、グルー基金はバンクロフト基金と合併し、グルー・バンクロフト基金として生まれ代わった。奨学金を受けて米国の大学を卒業した者は、国内外を問わず、様々な分野で活躍をしている。

### バンクロフト基金
バンクロフト基金は1928年、駐日大使であったエドガー・A・バンクロフト（任期：1924年ー1925年）の遺産を原資として設立され、第二次世界大戦まで継続した。1953年からはグルー基金がその運営を担ったが、2006年、グルー基金と合併された。

### ピアス奨学金
バンクロフト大使の甥エルドリッジ・B・ピアス（Eldridge B. Pierce）による寄付を基にピアス奨学金が創設され（1958年）、1973年までグルー基金がその運営を担った。

## 活動
1. 当基金は、優秀な日本青年をアメリカ合衆国の大学に留学することを支援し、将来日本国内および国際社会にとって有益かつ指導的役割を果たす人材を育成することを目的にする。またそのことが、日米両国民間の親善・協力の促進、ひいては世界の平和に資することを期待する。
2. 毎年、日本の高等学校第３学年在学中の者または同等の条件を満たす者のうち、適格者を選別し、アメリカ合衆国の一流の大学（原則としてリベラルアーツ・カレッジ*）に４年間奨学金**を付与し、留学させる。

* リベラルアーツ・カレッジ

学生数2000人程度の学部教育を主体とした大学。学生は少人数制のクラスで、密度の高い授業により、自然、人文、社会科学各分野の幅広い分野の学問を学び、質の高い知的訓練を受けることができる。また寮生活を通して、アメリカだけでなくほかの国からの学生とも交流を持つことで、国際人にふさわしい人格が形成される。

** 奨学金

当基金から支給されるもの（学費・生活費・旅費に充当）および留学先大学より支給される（学費の全額または一部免除。生活費の全額または一部支給）ものがある。いずれの奨学金についても返済の義務はない。

## 応募資格
1. 日本国籍を有すること
2. 学校教育法による正規の高等学校第3学年に在学中で平成29年3月に卒業見込みの者および応募時、上記高等学校を過去一年以内に卒業した者
3. 本基金の趣旨を理解し賛同すること

## 基金奨学生・支援生（留学先大学から奨学金を受ける学生）の留学先—1929〜2016年
| 大学名                 | 派遣人数 |
| ---------------------- | -------- |
| Knox College           | 27       |
| Carleton College       | 22       |
| Wesleyan University    | 19       |
| Lake Forest College    | 17       |
| Swarthmore College     | 14       |
| DePauw University      | 9        |
| Brown University       | 7        |
| Grinnell College       | 6        |
| Middlebury College     | 5        |
| Hamilton College       | 5        |
| Haverford College      | 5        |
| Pomona College         | 4        |
| Bryn Mawr College      | 4        |
| Monmouth College       | 4        |
| Harvard University     | 4        |
| Oberlin College        | 3        |
| Williams College 他4校 | 各2      |
| Vassar College 他18校  | 各1      |

## 卒業生
グルー・バンクロフト基金奨学金を得て、アメリカ留学を果たした日本人高校卒業生は170名を超え、国内外の学界・官界・国際機関・財経済界・ジャーナリズム・芸術・宗教界などの多くの分野で活躍している。
　以下にこれまでの活躍の場の例を列挙する。
学界Brown University教授（数学）、University of California at Santa Cruz 助教授（日米外交史）、University of Rochester 准教授（日米外交史）、Harvard University教授（日米外交史）、Tulane University教授、Purdue University教授（物理学）、慶応大学教授（数学）、立教大学教授（数学）、同志社大学教授（日米外交史）、東北大学教授、筑波大学教授（アメリカ史）、広島大学教授（開発学）、国際基督教大学教授、東京大学特任教授、国連大学客員教授、桐蔭横浜大学法学部教授、大阪大学教授（経済学）、電気通信大学教授（物理学）、奈良女子大学助手（物理学）、岡崎国立共同研究機構分子科学研究所助教授（分子科学）、名古屋大学教授（数学、物理学）、ソニーコンピュータサイエンス研究所研究員、国立遺伝学研究所研究員、前橋工科大学教授、京都大学教授、上智大学准教授、日英・英日辞書編纂者
官界外務省、通産省、JETRO
国際機関国際連合、WTO Trade Policies Review Division 参事官、国際協力銀行
財経済界新日本製鉄、公正貿易センター所長、三菱重工米国・欧州関連会社 代表取締役、春秋社 社長、三菱マテリアル アルミ事業部長、日立製作所理事・公共システム事業部長、日興ソロモン 業務本部長、野村証券、シュローダー証券投信投資顧問 日本株式運用統括、バークレイズ・キャピタル証券株式会社 マネジング・ディレクター 株式営業本部長、キャピタル・インターナショナル ヴァイス・プレジデント、ゴールドマン・サックス マーチャント・バンキング部門 ヴァイス・プレジデント、モルガン・スタンレー証券
ジャーナリズムNHK国際局長、米国TVジャパン社長、AP通信記者、BBCワールド・ジャパン社長、共同通信社記者
芸術パフォーマンス・アーティスト
宗教界キリスト教牧師
その他DeNA ベイスターズ GM補佐、ボストン・レッドソックス スカウト